# 萧习泥烈
蕭习泥烈（?—?），遼朝（契丹）末年政治人物，担任知右夷离毕事。
天庆九年（1119年）三月初一，辽天祚帝派遣知右夷离毕事萧习泥烈等册金太祖阿骨打为东怀国皇帝。乌林答赞谟、奴哥等先以书信报聘。七月，金朝再派遣乌林答赞谟来，责册文没有“兄事”的字样，不称“大金”而称“东怀”，有小邦怀德的意思；册文还有“渠材”二字，语言牵涉轻侮；“遥芬多戬”等文字，都不是好意。如依前书所定，然後可从。九月，辽天祚帝派遣习泥烈、杨立忠先持册稿出使金国。十月，遣使送乌林答赞谟持书回归金国。天庆十年（1120年）二月，金朝派乌林答赞谟持书和册文副本到辽国，谴责辽朝向高丽国请兵。三月，因为金人所定“大圣”二字，与先世称号相同，再派习泥烈往议。阿骨打大怒，辽金遂绝交。